# Castlewood Canyon State Park

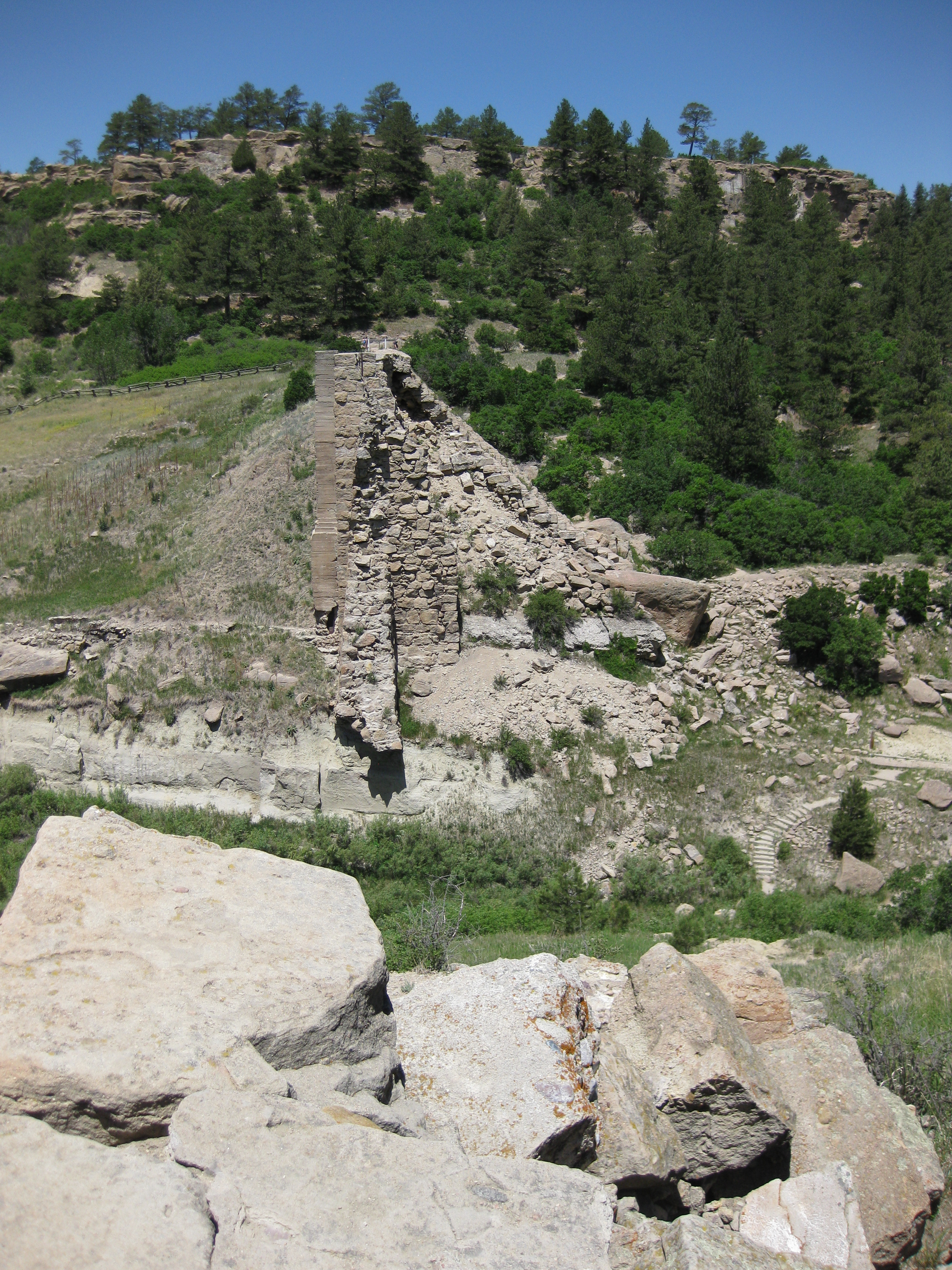
Überreste der Castlewood-Staumauer

Der Castlewood Canyon State Park ist ein staatlicher Park bei Franktown in Colorado, USA. Eine Sehenswürdigkeit in dem Park sind die Überreste des Castlewood Canyon Dam am Cherry Creek als einzigartiges Objekt der Geschichte Colorados. Man kann immer noch die Ruinen und die Schäden aus einem Dammbruch von 1933 sehen. Außerdem gibt es in dem Park die historische Cherry Creek Bridge zu sehen.

## Dammbruch 1933
Bei dem Dammbruch am 3. August 1933 entstand eine 5 m hohe Flutwelle, die sich bis in die Altstadt von Denver ergoss. Dabei gab es zwei Tote. Eine größere Zahl von Toten wurde dadurch verhindert, dass der Staumeister den Dammbruch um 2:00 Uhr in der Nacht telefonisch in der Telefonzentrale in Denver meldete. Als die Flutwelle um 7:00 Uhr 20 Meilen (32 km) flussabwärts in Denver ankam, war die Bevölkerung von der Polizei gewarnt worden.
Die Staumauer war 1890 gebaut worden. Etwa ein Drittel des Bauwerks steht heute noch am westlichen Flussufer. Der etwa 100 m lange östliche Teil wurde weggespült. Außerdem wurden sechs Brücken zerstört.